# Bahnstrecke Weißwasser–Bad Muskau
| |                         |                                                  |                                                  |
| Streckennummer: | 6576                    |                                                  |                                                  |
| Kursbuchstrecke: | 154f (1934) 177h (1946) |                                                  |                                                  |
| Streckenlänge: | 7,714 km                |                                                  |                                                  |
| Spurweite: | 1435 mm (Normalspur)    |                                                  |                                                  |
| Maximale Neigung: | 12 ‰                    |                                                  |                                                  |
| Minimaler Radius: | 500 m                   |                                                  |                                                  |
| Streckengeschwindigkeit: | 50 km/h                 |                                                  |                                                  |
| |                         |                                                  |                                                  |
| \| \| \| von Berlin \| \| \| \| \| von Forst \| \| \| \| 0,000 \| Weißwasser (Oberlausitz) \| 145 m \| \| \| \| nach Görlitz \| \| \| \| 2,700 \| Weißwasser Waldhaus \| 130 m \| \| \| 5,985 \| Krauschwitz (Oberlausitz) früher Keulahütte \| Krauschwitz (Oberlausitz) früher Keulahütte \| \| \| 7,714 \| Bad Muskau \| 110 m \| \| \| \| Lausitzer Neiße (Staatsgrenze Deutschland–Polen) \| \| \| \| \| nach Lubsko \| \| |                         |                                                  |                                                  |
| Strecke |                         | von Berlin                                       | von Berlin                                       |
| Abzweig geradeaus und ehemals von links |                         | von Forst                                        | von Forst                                        |
| Bahnhof | 0,000                   | Weißwasser (Oberlausitz)                         | 145 m                                            |
| Abzweig ehemals geradeaus und nach rechts |                         | nach Görlitz                                     | nach Görlitz                                     |
| Haltepunkt / Haltestelle (Strecke außer Betrieb) | 2,700                   | Weißwasser Waldhaus                              | 130 m                                            |
| Haltepunkt / Haltestelle (Strecke außer Betrieb) | 5,985                   | Krauschwitz (Oberlausitz) früher Keulahütte      | Krauschwitz (Oberlausitz) früher Keulahütte      |
| Bahnhof (Strecke außer Betrieb) | 7,714                   | Bad Muskau                                       | 110 m                                            |
| Grenze auf Brücke über Wasserlauf (Strecke außer Betrieb) |                         | Lausitzer Neiße (Staatsgrenze Deutschland–Polen) | Lausitzer Neiße (Staatsgrenze Deutschland–Polen) |
| Strecke (außer Betrieb) |                         | nach Lubsko                                      | nach Lubsko                                      |

Die Bahnstrecke Weißwasser–Bad Muskau war eine normalspurige Nebenbahn im heutigen Freistaat Sachsen, zur Zeit ihrer Entstehung im Königreich Preußen. Sie verlief vom Bahnhof Weißwasser (Oberlausitz) nach Bad Muskau. Die 1872 eröffnete Strecke wurde 2001 stillgelegt.
Zur Rohstofferschließung auf dem Gebiet der Standesherrschaft Muskau wurde ab 1895 zusätzlich ein 600-mm-Kleinbahnnetz errichtet, deren Strecke zwischen Weißwasser und Bad Muskau auf einer anderen Trasse verläuft. Die Kleinbahn wird in der Gegenwart als Museumseisenbahn unter dem Namen Waldeisenbahn Muskau betrieben.

## Geschichte
Die seit 1815 zu Preußen gehörende Landstadt Muskau lag zur wilhelminischen Zeit sehr zentral im Deutschen Reich. Die Planungen für die Berlin-Görlitzer Eisenbahn sahen vor, dass die Strecke in Muskau entlang der Lausitzer Neiße verlaufen sollte. Durch Beschwerde des Besitzers der Standesherrschaft Muskau, Friedrich von Oranien-Nassau, Prinz der Niederlande und ein Schwager des Deutschen Kaisers Wilhelm I., erfolgte die Trassenführung nicht durch das landschaftlich reizvolle Neißetal und den Muskauer Park. Stattdessen wurde die Strecke 1867 westlich von Muskau durch die Heidewälder beim Dorf Weißwasser gebaut. Um den zur Standesherrschaft gehörenden Muskauer Industriebetrieben bessere Absatzchancen zu geben und die Stadt an das deutsche Eisenbahnnetz anzuschließen, erfolgte die Planung einer Verbindungsbahn. Am 9. Oktober 1871 erhielt die Berlin-Görlitzer Eisenbahn-Gesellschaft die Genehmigung für die Strecke Weißwasser–Muskau, deren Bau am 27. November 1871 begann. Ein knappes Jahr später, am 15. Oktober 1872, wurde die 7,71 Kilometer lange Strecke erstmals befahren.
Der Muskauer Bahnhof wurde südlich der Stadt und des Parks gebaut, sodass der Park vor Einschnitten bewahrt blieb. War die Streckenlage für Muskauer Betriebe nicht optimal, wirkte sie sich doch sehr positiv auf das Eisenhüttenwerk in Keula aus, das sechs Jahre später in eine Aktiengesellschaft umgewandelt wurde. In Krauschwitz entwickelte sich dank des Bahnanschlusses eine kleine Töpferei zu einem Betrieb der Deutschen Ton- und Steinzeugwerke AG.
Am 1. Mai 1898 wurde die Betriebsführung der Strecke der Lausitzer Eisenbahn-Gesellschaft (LEAG) übertragen. Diese hatte von den Städten Sommerfeld (heute Lubsko; an der Bahnstrecke Berlin–Breslau) und Teuplitz (heute Tuplice; an der Bahnstrecke Cottbus–Sorau) die Nebenstrecke Sommerfeld–Teuplitz–Muskau gebaut. Der Betrieb begann dort auf dem nördlichen Abschnitt am 1. Oktober 1897 und auf dem südlichen am 15. Juni 1898. Mit dem Ende der Lausitzer Eisenbahn-Aktien-Gesellschaft wurden beide Strecken am 1. Januar 1939 in die Deutsche Reichsbahn eingegliedert. Am Ende des Zweiten Weltkriegs unterbrach die Oder-Neiße-Grenze die Strecke östlich des Bahnhofs Bad Muskau, sodass sie an Bedeutung verlor. Ein planmäßiger Zugverkehr über die neue Staatsgrenze erfolgte nach 1945 nicht mehr. Aus militärischen Gründen blieb die Gleisverbindung über die Neiße jedoch erhalten.

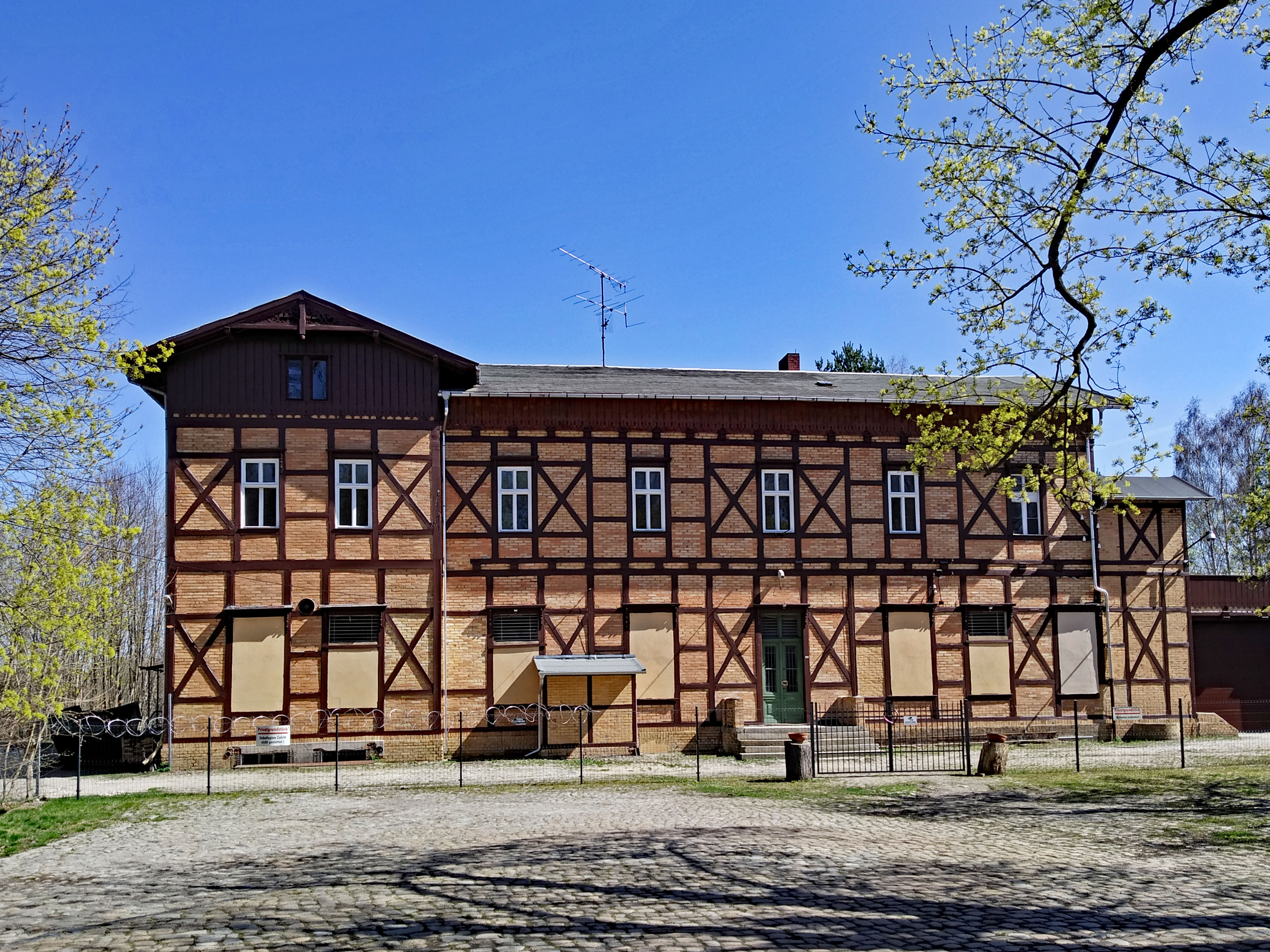
Bahnhof Bad Muskau (2022)

Am 22. Mai 1977 wurde der Reisezugverkehr eingestellt. Güterverkehr fand noch bis in die 1990er Jahre statt. Am 1. Januar 2001 wurde die Strecke stillgelegt.
Der Streckenabschnitt von km 0,830 bis km 8,040 wurde am 31. Dezember 2005 an die ROP Roth AG verkauft, die auch weitere stillgelegte Strecken zur Metallverwertung aufkaufte.
Als in den Jahren 2014/2015 auf dem südlichen Teilstück der ehemaligen Bahnstrecke Bad Muskau–Lubsko von Łęknica bis Tuplice ein Radweg auf der Bahntrasse entstand, sollte dieser ursprünglich bis zum Bahnhof Muskau geführt und von dort an den Oder-Neiße-Radweg angebunden werden, was an Grundstücksfragen scheiterte. Der Radweg wurde daher auf deutscher Seite nach der Bahnbrücke über eine steile Rampe an der Bundesstraße 115 direkt mit dem Oder-Neiße-Radweg verbunden.